# サンフランシスコ万国博覧会

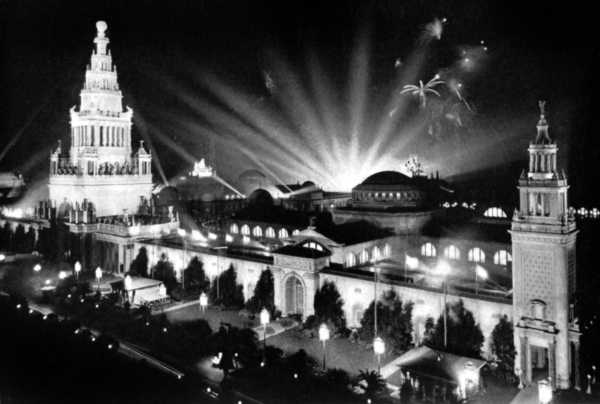
博覧会での「宝石の塔」の投光照明

サンフランシスコ万国博覧会（サンフランシスコばんこくはくらんかい）またはパナマ・太平洋万国博覧会（パナマ・たいへいようばんこくはくらんかい、Panama-Pacific International Exposition, Expo 1915）は、1915年2月20日から12月4日までアメリカ合衆国カリフォルニア州サンフランシスコで開催された国際博覧会である。パナマ運河開通ならびに太平洋発見400周年を記念して催された。また、1906年のサンフランシスコ地震で廃墟となったサンフランシスコの復興を世界に示す意図もあった。32ヶ国が参加し、会期中1900万人が来場した。